# Lista de primeiros-ministros do Quénia

Brasão de armas do Quénia

A seguir uma lista de primeiros-ministros do Quénia, desde sua independência em 12 de dezembro de 1963.
| Primeiro ministro | Entrada                | Saida                  | Partido                           |
| ----------------- | ---------------------- | ---------------------- | --------------------------------- |
| 1º Jomo Kenyatta  | 12 de dezembro de 1963 | 12 de dezembro de 1964 | União Nacional Africana do Quénia |
| Cargo extinto     | 12 de dezembro de 1964 | 17 de abril de 2008    |                                   |
| 2º Raila Odinga   | 17 de abril de 2008    | 9 de abril de 2013     | Movimento Democrático Laranja     |
| Cargo extinto     | 9 de abril de 2013     | presente               |                                   |